# Kaštel Dragač
Kaštel Dragač poznat i kao kaštel Dragatij  je utvrda u Kaštel Štafiliću.
Najzapadniji kaštel kaštelanskog područja je kaštel Dragatij (Dragač), nalazio se na predjelu Bile - Dračić. Sagradio ga je građanin Matija Dragač na temelju dozvole koju je 1543. godine izdao trogirski knez Jerolim Maripietro. Najraniji spomen kaštela je godine 1571. kada je knez naredio nadgledniku naoružanja Petru Bogoforteu da u taj kaštel pošalje dvije arkebuze, šest libri olova i praha, te četiri stapina.
O kaštelu povjesničar Pavao Andreis piše 
.
Kvadratni tlocrtni oblik i debljina zida potvrđuju da da je utvrda bila građena u obliku kule poput kule Pavla Cipiko i kule Lodi. Prema ostacima zida i morta na hridima istočno od kaštela mogu se utvrditi ostaci još jedne građevine veličine 7,5 x 7,5 metara udaljene od kaštela 9 metara.
Lukšićani su 1806. godine kupili od obitelji Dragač njihov kaštel kao građevni materijal za izgradnju nove župne crkve. 
Na istočnom zidu te crkve uzidana je ploča s natpisom koji se nalazio nad glavnim ulazom u kaštel. Natpis govori o tome da je Matija Dragač sagradio kaštel 1546. godine na svoju korist i korist domovine.